# Apogonichthyoides
Apogonichthyoides es un género de peces de la familia Apogonidae, del orden Perciformes. Esta especie marina fue descubierta por James Leonard Brierley Smith en 1949.
Son peces nativos del Océano Índico y Pacífico.

## Especies
Especies reconocidas del género:
- Apogonichthyoides atripes (J. D. Ogilby, 1916)
- Apogonichthyoides brevicaudatus (M. C. W. Weber, 1909)
- Apogonichthyoides cantoris (Bleeker, 1851)
- Apogonichthyoides cathetogramma (S. Tanaka (I), 1917)
- Apogonichthyoides chrysurus (J. D. Ogilby, 1889)
- Apogonichthyoides enigmaticus J. L. B. Smith, 1961
- Apogonichthyoides erdmanni T. H. Fraser & G. R. Allen, 2011
- Apogonichthyoides euspilotus (T. H. Fraser, 2006)
- Apogonichthyoides gardineri (Regan, 1908)
- Apogonichthyoides heptastygma (G. Cuvier, 1828)
- Apogonichthyoides maculipinnis (Regan, 1908)
- Apogonichthyoides melas (Bleeker, 1848)
- Apogonichthyoides miniatus T. H. Fraser, 2010
- Apogonichthyoides niger (Döderlein (de), 1883)
- Apogonichthyoides nigripinnis (G. Cuvier, 1828)
- Apogonichthyoides opercularis (W. J. Macleay, 1878)
- Apogonichthyoides pharaonis (Bellotti, 1874)
- Apogonichthyoides pseudotaeniatus (Gon, 1986)
- Apogonichthyoides regani (Whitley, 1951)
- Apogonichthyoides sialis (D. S. Jordan & W. F. Thompson, 1914)
- Apogonichthyoides taeniatus (G. Cuvier, 1828)
- Apogonichthyoides timorensis (Bleeker, 1854)
- Apogonichthyoides umbratilis T. H. Fraser & G. R. Allen, 2010
- Apogonichthyoides uninotatus (H. M. Smith & Radcliffe, 1912)

### Lectura recomendada
- The sea fishes of southern Africa. Central News Agency Ltd., Cape Town: 209.